# Saison 3 de Zoo
Chronologie
Saison 2
Cet article présente les treize épisodes de la troisième et dernière saison de la série télévisée américaine Zoo.
En France, la saison 3 est diffusée de façon irrégulière la nuit, en septembre 2020 sur TF1 Séries Films.

## Distribution

### Acteurs principaux
- James Wolk (VF : Alexis Victor) : Jackson Oz
- Kristen Connolly (VF : Olivia Nicosia) : Jamie Campbell
- Billy Burke (VF : Pierre Tessier) : Mitch Morgan
- Nonso Anozie (VF : Gilles Morvan) : Abraham Kenyatta
- Alyssa Diaz (VF : Céline Melloul) : Dariela Marzan
- Josh Salatin (VF : Benjamin Penamaria) : Logan Jones
- Gracie Dzienny (VF : Maryne Bertieaux) : Clémentine Lewis[1]

### Acteurs récurrents
- Athena Karkanis (VF : Olivia Luccioni) : Abigail Westbrooke [2] (12 épisodes)
- Jesse Muhoozi : Isaac Kenyatta, le fils d'Abraham et Dariela (10 épisodes)
- Hilary Jardine (VF : Caroline Mozzone) : Tessa Williams[2] (8 épisodes)
- Michael Hogan (VF : Michel Voletti) : Henry Garrison (7 épisodes)
- Robin Thomas (en) (VF : Gabriel Le Doze) : Max Morgan, le père de Mitch (épisodes 7 à 11)
- Delon de Metz (VF : Jhos Lican) : Sam Parker[3] (épisodes 9 à 13)

### Acteurs invités
- Aleks Paunovic (en) : Dallas[4] (épisodes 1 et 2)
- Sophina Brown (VF : Sophie Riffont) : Leanne Ducovney[5] (épisodes 2 à 6)
- Jason Cermak : Sergeant Mansdale (épisodes 2 à 5)
- Lee Majdoub (VF : Sébastien Ossard) : Tad Larson (épisodes 2, 4 à 7)
- Ken Olin (VF : Michel Dodane) : Professeur Robert Oz (épisode 6)
- Elfina Luk : Taylor Nguyen, un des analystes du GIDA (épisodes 8, 10, 11 et 13)

## Diffusions
Aux États-Unis, la saison a été diffusée en simultané du 29 juin 2017 au 21 septembre 2017 sur le réseau CBS et sur CTV au Canada.
Elle est diffusée au Québec sur Séries+ depuis le 26 février 2018.
Elle est diffusée en Belgique sur Netflix depuis le 31 mars 2018.

## Liste des épisodes

### Épisode 1:Dix ans après la fin du monde
- États-Unis /  Canada : 29 juin 2017 sur CBS / CTV
- Québec : 26 février 2018 sur Séries+
- Belgique : 31 mars 2018 sur Netflix

- États-Unis : 2,99 millions de téléspectateurs[8] (première diffusion)
- Canada : 802 000 téléspectateurs[9] (première diffusion + différé 7 jours)

- Athena Karkanis (Abigail)
- Hilary Jardine (Tessa Williams)
- Stephen Lobo (Myers)
- Aleks Paunovic (Dallas)
- Callum Seagram Airlie (Luke)
- Donny Lucas (Ronald Kasak)
- Kayla Deorksen (Curls)
- Meredith Hama-Brown (Pearls)
- Robert Lawrenson (Jonah)
- Virginia Gardner (Clem-2)
- Sophina Brown (Leanne Ducovney)
- Jesse Muhoozi (Isaac Kenyatta)
- Lee Shan Gibson (NYPD Officer #1)
- Jag Bal (Tech #1)
- Jesse James Pierce (Tech #3)
- Panou (Gate Guard)
- Alan Silverman (Jamie's Driver)
- Katie Hayashida (Geeky Clerk)

### Épisode 2:La Diaspora bleue
- États-Unis /  Canada : 6 juillet 2017 sur CBS / CTV
- Québec : 5 mars 2018 sur Séries+
- Belgique : 31 mars 2018 sur Netflix

- États-Unis : 2,83 millions de téléspectateurs[10] (première diffusion)
- Canada : 674 000 téléspectateurs[11] (première diffusion + différé 7 jours)

- Athena Karkanis (Abigail)
- Hilary Jardine (Tessa Williams)
- Stephen Lobo (Myers)
- Aleks Paunovic (Dallas)
- Virginia Gardner (Clem-2)
- Sophina Brown (Leanne Ducovney)
- Katie Stuart (Danica)
- Jesse Muhoozi (Isaac Kenyatta)
- Carmela Sison (Aid Worker)
- Jessica Lee (Medic)
- Develle Johnson (Team Leader)
- Lee Majdoub (Tad Larson)
- Todd Thomson (Cal)
- Jason Cermak (Sgt. Mansdale)

### Épisode 3:Le temps s'enfuit
- États-Unis /  Canada : 13 juillet 2017 sur CBS / CTV
- Québec : 12 mars 2018 sur Séries+
- Belgique : 31 mars 2018 sur Netflix

- États-Unis : 2,98 millions de téléspectateurs[12] (première diffusion)
- Canada : 795 000 téléspectateurs[13] (première diffusion + différé 7 jours)

- Athena Karkanis (Abigail)
- Hilary Jardine (Tessa Williams)
- Robert Lawrenson (Jonah)
- Sophina Brown (Leanne Ducovney)
- Jesse Muhoozi (Isaac Kenyatta)
- Orlando Lucas (Gus Miller)
- Aadila Dosani (Olivia Miller)
- Matthew Mandzij (Malcolm Miller)
- Arran Henn (News Anchor)
- Danny Dworkis (Reiden Driver)
- Ivan Reggie Brown (Reiden Security)
- Ryan Jefferson Booth (Soldier #1)
- Jason Cermak (Sgt. Mansdale)

### Épisode 4:Vers le nouveau Monde
- États-Unis /  Canada : 20 juillet 2017 sur CBS / CTV
- Québec : 19 mars 2018 sur Séries+
- Belgique : 31 mars 2018 sur Netflix

- États-Unis : 2,8 millions de téléspectateurs[14] (première diffusion)
- Canada : 732 000 téléspectateurs[15] (première diffusion + différé 7 jours)

- Athena Karkanis (Abigail)
- Sophina Brown (Leanne Ducovney)
- Lee Majdoub (Tad Larson)
- Todd Thomson (Cal)
- Marc Gaudet (Thomas)
- Jason Cermak (Sgt. Mansdale)
- Phillip Glenn Reed (Cook)
- Sarah Hayward (Waitress)
- Michael Meneer (Jack Jenklow)
- Jennifer Cheon (Erika)
- Shanae Tomasevich (Paula)
- Nneka Croal (Rachel)
- Kam Kozak (NYC Cop)
- Matthew Hiebert (Dead Cop)

### Épisode 5:Chaleur volcanique
- États-Unis /  Canada : 27 juillet 2017 sur CBS / CTV
- Québec : 26 mars 2018 sur Séries+
- Belgique : 31 mars 2018 sur Netflix
- France : 17 septembre 2020 sur TF1 Séries Films

- États-Unis : 2,69 millions de téléspectateurs[16] (première diffusion)
- Canada : 748 000 téléspectateurs[17] (première diffusion + différé 7 jours)

- Athena Karkanis (Abigail)
- Hilary Jardine (Tessa Williams)
- Sophina Brown (Leanne Ducovney)
- Jesse Muhoozi (Isaac Kenyatta)
- Lee Majdoub (Tad Larson)
- Jason Cermak (Sgt. Mansdale)
- Jennifer Cheon (Erika)
- Shanae Tomasevich (Paula)
- Nneka Croal (Rachel)
- Shaughnessy Redden (Reporter)
- Julia Vera (Alma Pinedo)
- Hugo Raymundo (Enrique)
- Breanna Watkins (Abendegos)
- Thabo Ketshabetswe (Security Guard)
- Daniel Arnold (Daniel Vashman)
- Marcus Aurelio (Vicente)

- À la suite de l'attaque des hybrides volants sur la Tour Raiden à New-York, l'équipe essaye de détourner les hybrides vers le volcan en éruption au Nouveau-Mexique. Jamie a été arrêtée pour le meurtre de Leanna Ducorney, la PDG de RAIDEN, qui serait le faucon. Les hybrides, en attaquant l'avion, provoque un court circuit au niveau de la cellule où est retenu le Sergent MANSDALE. Celui-ci arrive a s'enfuir et se cache dans la Mustang. Seulement, Abraham, Jackson et Dariela décident de se servir de celle-ci pour y mettre la balise et la balance dans le cœur du volcan, apprenant un peu plus tard que MANSDALE y était caché. Jackson finit par avouer à Abraham et Dariela qu'Abigail est sa sœur. Retenue en otage, Clémentine n'a d'autre choix que d'avouer sa grossesse à ses ravisseurs.

### Épisode 6:Le sacrifice d'Oz
- États-Unis /  Canada : 3 août 2017 sur CBS / CTV
- Québec : 2 avril 2018 sur Séries+
- Belgique : 31 mars 2018 sur Netflix
- France : 17 septembre 2020 sur TF1 Séries Films

- États-Unis : 2,6 millions de téléspectateurs[18] (première diffusion)
- Canada : 858 000 téléspectateurs[19] (première diffusion + différé 7 jours)

- Athena Karkanis (Abigail)
- Hilary Jardine (Tessa Williams)
- Sophina Brown (Leanne Ducovney)
- Lee Majdoub (Tad Larson)
- Natalie Moon (News Anchor)
- Arran Henn (Reporter)
- Ken Olin (Robert Oz)
- Julia Vera (Alma Pinedo)
- Hugo Raymundo (Enrique)
- Breanna Watkins (Abendegos)
- Daniel Arnold (Daniel Vashman)
- Marcus Aurelio (Vicente)
- Alistair Weir (Swat #1)
- Hannah Jane Drew (Technicien)
- Demord Dann (Garde armé)

- Démasqués par les accompagnateurs, Jackson appelle sans comprendre comment des lions a son secours. avec Tessa, il profite de cette attaque pour accrocher la remorque contenant Abendegos, l'homme qui est en train de muter en gorille, et se sauve avec. Pendant ce temps, Mitch retrouve et sauve sa fille Clementine sur le point d'être vendu a un "Gentleman".

### Épisode 7:À l'abri des regards
- États-Unis /  Canada : 10 août 2017 sur CBS / CTV
- Québec : 9 avril 2018 sur Séries+
- Belgique : 31 mars 2018 sur Netflix
- France : 18 septembre 2020 sur TF1 Séries Films

- États-Unis : 2,44 millions de téléspectateurs[20] (première diffusion)
- Canada : 797 000 téléspectateurs[21] (première diffusion + différé 7 jours)

- Athena Karkanis (Abigail)
- Michael Hogan (Henry Garrison)
- Jesse Muhoozi (Isaac Kenyatta)
- La'mya Jackson (Girl)
- Jesse Downs (Boy)
- Iris Truong (Child #1)
- Wyatt Caremier (Child #2)
- Cassidy Nugent (Blonde Girl)
- Lee Majdoub (Tad Larson)
- Orlando Lucas (Gus Miller)
- Naiah Cummins (Federal Agent #1)
- Ish Morris (Paramedic)
- Clayton Chitty (Sam Parker)
- Shaughnessy Redden (Reporter)
- Breanna Watkins (Abendegos)
- Robin Thomas (Max Morgan)

### Épisode 8:Docteur Morgan et Monsieur Ducan
- États-Unis /  Canada : 17 août 2017 sur CBS / CTV
- Québec : 16 avril 2018 sur Séries+
- Belgique : 31 mars 2018 sur Netflix
- France : 18 septembre 2020 sur TF1 Séries Films

- États-Unis : 2,61 millions de téléspectateurs[22] (première diffusion)
- Canada : 732 000 téléspectateurs[23] (première diffusion + différé 7 jours)

- Athena Karkanis (Abigail)
- Jesse Muhoozi (Isaac Kenyatta)
- Robin Thomas (Max Morgan)

### Épisode 9:La forêt noire
- États-Unis /  Canada : 24 août 2017 sur CBS / CTV
- Québec : 23 avril 2018 sur Séries+
- Belgique : 31 mars 2018 sur Netflix
- France : 21 septembre 2020 sur TF1 Séries Films

- États-Unis : 2,42 millions de téléspectateurs[24] (première diffusion)
- Canada : 782 000 téléspectateurs[25] (première diffusion + différé 7 jours)

- Athena Karkanis (Abigail)
- Michael Hogan (Quentin Garrison)
- Jesse Muhoozi (Isaac Kenyatta)
- Delon de Metz (Young Man/Sam Parker)
- Mark Kelly (Jared Macavey)
- Jessie Fraser (Corporal Lee)
- Robin Thomas (Max Morgan)

### Épisode 10:Vol au dessus d'un nid d'hybrides
- États-Unis /  Canada : 31 août 2017 sur CBS / CTV
- Québec : 30 avril 2018 sur Séries+
- Belgique : 31 mars 2018 sur Netflix
- France : 21 septembre 2020 sur TF1 Séries Films

- États-Unis : 2,03 millions de téléspectateurs[26] (première diffusion)
- Canada : 629 000 téléspectateurs[27] (première diffusion + différé 7 jours)

- Athena Karkanis (Abigail)
- Michael Hogan (Quentin Garrison)
- Jesse Muhoozi (Isaac Kenyatta)
- Delon De Metz (Sam Parker)
- Robin Thomas (Max Morgan)
- Sunnie James (Dr Fallon)
- Elfina Luk (Analyst Nguyen)

### Épisode 11:Naissance
- États-Unis /  Canada : 7 septembre 2017 sur CBS / CTV
- Québec : 7 mai 2018 sur Séries+
- Belgique : 31 mars 2018 sur Netflix
- France : 21 septembre 2020 sur TF1 Séries Films

- États-Unis : 2,66 millions de téléspectateurs[28] (première diffusion)
- Canada : 712 000 téléspectateurs[29] (première diffusion + différé 7 jours)

- Hilary Jardine (Tessa Williams)
- Michael Hogan (Quentin Garrison)
- Delon De Metz (Sam Parker)
- Robin Thomas (Max Morgan)
- Elfina Luk (Analyst Nguyen)
- Ben Cotton (Analyst Knox)

### Épisode 12:La face cachée
- États-Unis /  Canada : 14 septembre 2017 sur CBS / CTV
- Québec : 14 mai 2018 sur Séries+
- Belgique : 31 mars 2018 sur Netflix
- France : 29 septembre 2020 sur TF1 Séries Films

- États-Unis : 2,57 millions de téléspectateurs[30] (première diffusion)
- Canada : 647 000 téléspectateurs[31] (première diffusion + différé 7 jours)

- Athena Karkanis (Abigail)
- Hilary Jardine (Tessa Williams)
- Michael Hogan (Quentin Garrison)
- Delon De Metz (Sam Parker)
- Jessie Fraser (Corporal Lee)
- Ben Cotton (Analyst Knox)

### Épisode 13:Au-delà du mur
- États-Unis /  Canada : 21 septembre 2017 sur CBS / CTV
- Québec : 21 mai 2018 sur Séries+
- Belgique : 31 mars 2018 sur Netflix
- France : 29 septembre 2020 sur TF1 Séries Films

- États-Unis : 2,836 millions de téléspectateurs[32] (première diffusion)
- Canada : 633 000 téléspectateurs[33] (première diffusion + différé 7 jours)

- Athena Karkanis (Abigail)
- Hilary Jardine (Tessa Williams)
- Michael Hogan (Quentin Garrison)
- Delon De Metz (Sam Parker)
- Jessie Fraser (Corporal Lee)
- Elfina Luk (Analyst Nguyen)
- Ben Cotton (Analyst Knox)
- Nicole Hombrebueno (Sergeant Esme Gallegos)
- Stefania Indelicato (Sergeant Samantha Bell)
- Gabriel Grzybowski (Officer Frank Jurgens)
- Dalias Blake (Sergeant Aimes)
- Brandon Coffey (IADG Guard)
- Toby Levins (Captain Troy)